# 第116回日劇學院賞
←第115回 - 第116回 - 第117回→
第116回日劇學院賞，針對2023年4月到6月在日本播出春季檔連續劇所做出的投票與評比。本季獲最優秀作品賞為日本電視台的《但是，還保有熱情》，此劇共獲五項獎項為本季最多。

## 得獎名單

### 最佳作品
1. 但是，還保有熱情[1]
2. Last Man-全盲搜查官-
3. 風間公親 教場0
4. 我們之間沒有的
5. 關於週日晚上
6. Pending Train—8時23分，明天和你在一起

- 讀者票：1. 但是，還保有熱情；2. Pending Train—8時23分，明天和你在一起 ；3. 月讀君的禁忌宵夜 ；4. 獻給國王的無名指 ；5. 不小心繼承了牛郎店

- 記者票：1. 但是，還保有熱情 ；2. 我們之間沒有的 ；3. 風間公親 教場0 ；4. Last Man -全盲搜查官- ；5. 絕對不可能~偵探．上水流涼子的解析~

- 評審票：1. Last Man -全盲搜查官- ；2. 風間公親 教場0 ；3. 關於週日晚上 ；4. 我們之間沒有的 ；5. 但是，還保有熱情

### 最佳男主角
1. 高橋海人（但是，還保有熱情）[2]
2. 福山雅治（Last Man -全盲搜查官- ）
3. 木村拓哉（風間公親 教場0）
4. 森本慎太郎（但是，還保有熱情）
5. 山田裕貴（Pending Train—8時23分，明天和你在一起）

- 讀者票：1. 森本慎太郎（但是，還保有熱情）；2. 高橋海人（但是，還保有熱情）；3. 山田裕貴（Pending Train—8時23分，明天和你在一起）；4. 萩原利久（月讀君的禁忌宵夜）；5. 田中圭（unknown）；

- 記者票：1. 高橋海人（但是，還保有熱情）；2. 森本慎太郎（但是，還保有熱情）；3. 木村拓哉（風間公親 教場0）；4. 山田裕貴（Pending Train—8時23分，明天和你在一起）；5. 福山雅治（Last Man -全盲搜查官-）

- 評審票：1. 福山雅治（Last Man -全盲搜查官-）；2. 木村拓哉（風間公親 教場0）；3. 山田裕貴（Pending Train—8時23分，明天和你在一起）；4. 森本慎太郎（但是，還保有熱情）；5. 高橋海人（但是，還保有熱情）

### 最佳女主角
1. 奈緒（我們之間沒有的）[3]
2. 橋本環奈（獻給國王的無名指）
3. 小芝風花（聽我的電波吧）
4. 波瑠（山本君，嫁給我吧）
5. 清野菜名（關於週日晚上）

- 讀者票：1. 橋本環奈（獻給國王的無名指）；2. 櫻井由紀（不小心繼承了牛郎店）；3.  高畑充希（unknown）；4.  芳根京子（抄襲糾察組）；5. 天海祐希（絕對不可能~偵探．上水流涼子的解析~）

- 記者票：1. 奈緒（我們之間沒有的）；2. 小芝風花（聽我的電波吧）；3. 波瑠（山本君，嫁給我吧）；4. 橋本環奈（獻給國王的無名指）；5. 清野菜名（關於週日晚上）

- 評審票：1. 橋本環奈（獻給國王的無名指）；2. 奈緒（我們之間沒有的）；3. 小芝風花（聽我的電波吧）；4. 波瑠（山本君，嫁給我吧）；5. 清野菜名（關於週日晚上）

### 最佳男配角
1. 大泉洋（Last Man -全盲搜查官-）[4]
2. 永山瑛太（我們之間沒有的）
3. 戶塚純貴（但是，還保有熱情）
4. 山田涼介（獻給國王的無名指）
5. 染谷將太（風間公親 教場0）

- 讀者票：1. 戶塚純貴（但是，還保有熱情）；2. 赤楚衛二（Pending Train—8時23分，明天和你在一起）；3. 八木勇征（不小心繼承了牛郎店）；4. 山田涼介（獻給國王的無名指）；5. 尾崎匠海（月讀君的禁忌宵夜）

- 記者票：1. 戶塚純貴（但是，還保有熱情）；2. 永山瑛太（我們之間沒有的）；3. 重岡大毅（那不是抄襲嗎？）；4. 染谷將太（風間公親 教場0）；5. 赤楚衛二（Pending Train—8時23分，明天和你在一起）

- 評審票：1. 大泉洋（Last Man -全盲搜查官-）；2. 岡山天音（關於週日晚上）；3. 染谷將太（風間公親 教場0）；4. 山田涼介（獻給國王的無名指）；5. 永山瑛太（我們之間沒有的）

### 最佳女配角
1. 富田望生（但是，還保有熱情）[5]
2. 田中美奈實（我們之間沒有的）
3. 白山乃愛（巧克力醫生）
4. 生見愛瑠（關於週日晚上）
5. 新垣結衣（風間公親 教場0）

- 讀者票：1. 富田望生（但是，還保有熱情）；2. 特林德爾·玲奈（月讀君的禁忌宵夜）；3. 松嶋菜菜子（獻給國王的無名指）；4. 鈴木優華（不小心繼承了牛郎店）；5. 上白石萌歌（Pending Train—8時23分，明天和你在一起）

- 記者票：1. 富田望生（但是，還保有熱情）；2. 田中美奈實（我們之間沒有的）；3. 仁村紗和（山本君，嫁給我吧）；4. 生見愛瑠（關於週日晚上）；5. 岸井雪乃 （關於週日晚上）

- 評審票：1. 田中美奈實（我們之間沒有的）；2. 白山乃愛（巧克力醫生）；3. 新垣結衣（風間公親 教場0）；4. 生見愛瑠（關於週日晚上）；5. 富田望生（但是，還保有熱情）

### 最佳電視劇歌曲
1. 《從這裡》SixTONES（但是，還保有熱情） [6]
2. 《TATTOO》Official鬍鬚男dism（Pending Train—8時23分，明天和你在一起）
3. 《心得》Uru（風間公親 教場0）
4. 《沒什麼》King & Prince（但是，還保有熱情）
5. 《DEAR MY LOVER》Hey! Say! JUMP（獻給國王的無名指）

- 讀者票：1.《從這裡》SixTONES（但是，還保有熱情）；2.《TATTOO》Official鬍鬚男dism（Pending Train—8時23分，明天和你在一起）；3.《沒什麼》King & Prince（但是，還保有熱情）；4.《DEAR MY LOVER》Hey! Say! JUMP（獻給國王的無名指）；5.《yonaki》BREIMEN（月讀君的禁忌宵夜）

- 記者票：1.《從這裡》SixTONES（但是，還保有熱情）；2.《TATTOO》Official鬍鬚男dism（Pending Train—8時23分，明天和你在一起）；3.《心得》Uru（風間公親 教場0） ；4.《沒什麼》King & Prince（但是，還保有熱情）；5.《Stray Hearts》稻葉浩志（我們之間沒有的）

- 評審票：1.《TATTOO》Official鬍鬚男dism（Pending Train—8時23分，明天和你在一起）；2.《Que Sera Sera》Mrs. GREEN APPLE（關於周日晚上） ；3.《從這裡》SixTONES（但是，還保有熱情）；4.《心得》Uru（風間公親 教場0）；5.《修羅之巷》神不擲骰子（Last Man -全盲搜查官-）

### 最佳劇本
1. 黑岩勉（Last Man -全盲搜查官-）[7]
2. 今井太郎（但是，還保有熱情）
3. 岡田惠和（關於週日晚上）

### 最佳導演
1. 狩山俊輔、伊藤彰記、長沼誠（但是，還保有熱情）[8]
2. 土井裕泰、平野俊一、石井康晴、伊東祥宏（Last Man -全盲搜查官-）
3. 中江功、西岡和宏（風間公親 教場0）

## 外部連結
- 第116回日劇學院賞 （页面存档备份，存于）